# 모서리

삼각형의 두 꼭짓점 사이에 있는 세 모서리 AB, BC, CA.
다각형은 모서리로 둘러싸여 있다. 이 정사각형은 4개의 모서리를 가지고 있다.
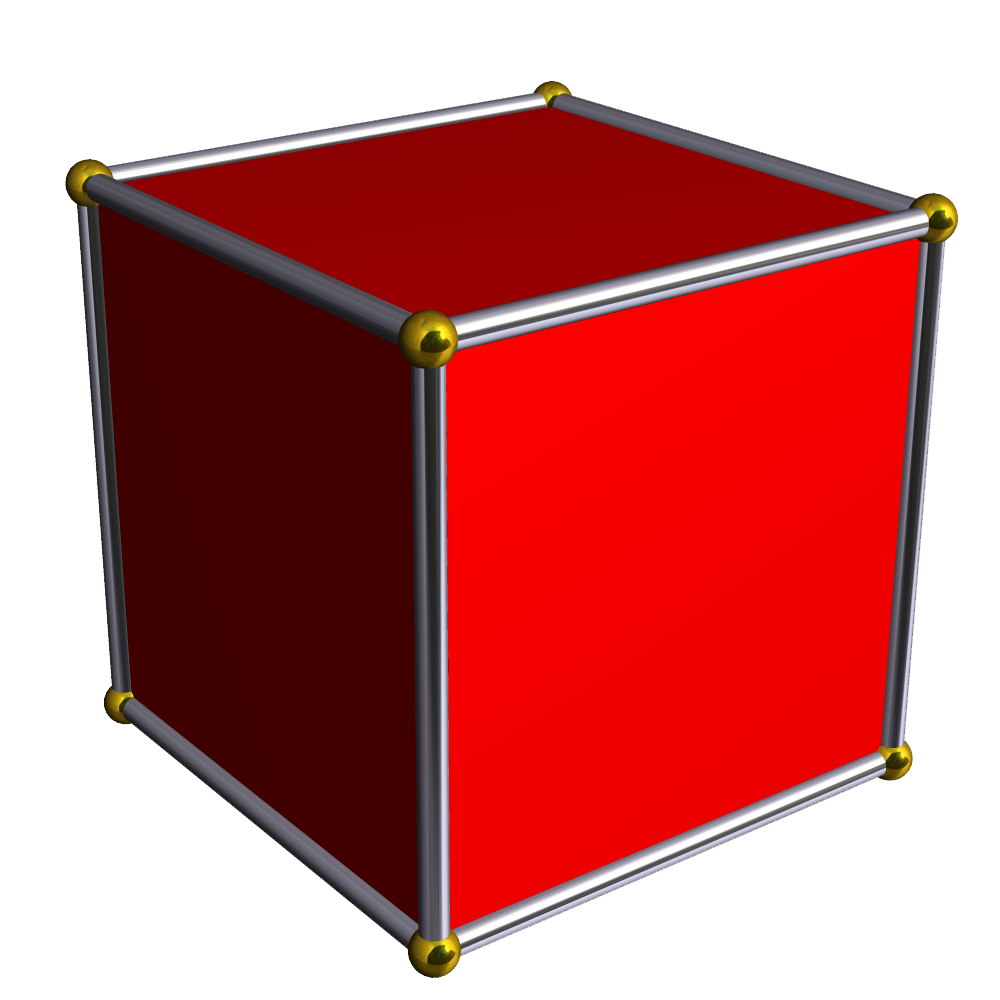
정육면체와 같은 다면체에서는 모든 모서리가 두 면에 의해 공유된다.
정팔포체의 투영에서 볼 수 있듯이, 4차원 다포체에서는 모든 모서리가 세 개 이상의 면에 의해 공유된다.

기하학에서 모서리는 다각형, 다면체 또는 고차원 다포체에서 두 꼭짓점을 연결하는 특정 유형의 선분이다. 다각형에서 모서리는 경계에 있는 선분이며, 종종 다각형 변이라고 불린다. 다면체 또는 더 일반적으로 다포체에서 모서리는 두 면 (또는 다면체 변)이 만나는 선분이다. 내외부를 통과하면서 두 꼭짓점을 연결하는 선분은 모서리가 아니라 대각선이라고 불린다.
모서리는 두 반평면을 분리하는 무한한 직선일 수도 있다.
평면각의 변은 반무한 반직선이다.

## 그래프의 모서리와의 관계
그래프 이론에서 모서리는 두 그래프 꼭짓점을 연결하는 추상적인 객체이며, 선분으로서 구체적인 기하학적 표현을 가지는 다각형 및 다면체 모서리와는 다르다.
그러나 모든 다면체는 스켈레톤 또는 모서리 스켈레톤으로 표현될 수 있으며, 이는 다면체의 기하학적 꼭짓점을 꼭짓점으로 하고 기하학적 모서리에 해당하는 모서리를 가진 그래프이다. 반대로 3차원 다면체의 스켈레톤인 그래프는 슈타이니츠 정리에 의해 정확히 3-꼭짓점 연결 평면 그래프로 특징지어질 수 있다.

## 다면체의 모서리 개수
모든 볼록 다면체의 표면은 다음의 오일러 지표를 가진다.
{\displaystyle V-E+F=2,}
여기서 V는 꼭짓점의 개수, E는 모서리의 개수, F는 면의 개수이다. 이 방정식은 오일러의 다면체 공식으로 알려져 있다. 따라서 모서리의 개수는 꼭짓점과 면의 개수의 합보다 2가 적다. 예를 들어, 정육면체는 8개의 꼭짓점과 6개의 면을 가지므로 12개의 모서리를 가진다.

## 다른 면과의 접합
다각형에서 각 꼭짓점에서 두 모서리가 만난다. 더 일반적으로, 발린스키 정리에 따르면, d차원 볼록 다포체의 모든 꼭짓점에서는 적어도 d개의 모서리가 만난다.
마찬가지로, 다면체에서는 정확히 두 개의 2차원 면이 모든 모서리에서 만나며, 고차원 다포체에서는 세 개 이상의 2차원 면이 모든 모서리에서 만난다.

## 대체 용어
고차원 볼록 다포체 이론에서, d차원 다포체의 패싯 또는 변은 그것의 (d − 1)-차원 특징이고, 릿지는 (d − 2)-차원 특징이며, 피크는 (d − 3)-차원 특징이다. 따라서 다각형의 모서리는 그 패싯이고, 3차원 볼록 다면체의 모서리는 그 릿지이며, 4차원 다포체의 모서리는 그 피크이다.